# تياجابين
تياجابين دواء مضاد للتشنجات أنتج من قبل شركة سيفالون و يباع تحت الاسم التجاري جابتريل. يستخدم الدواء أيضاً في علاج اضطرابات الهلع كغيره من مضادات التشنجات القليلة. [بحاجة لمصدر]

## الاكتشاف
اكتشف الدواء من قبل شركة نوفو نورديسك في الدنمارك عام 1988م من قبل فريق من الكيميائيين الطبيين والصيادلة، تحت توجيه عام من الدكتور كلاوس براستروب. شورك في تطوير الدواء مع مختبرات أبوت بتكلفة 40/60 في صفقة تبادل مع شركة أبوت بدفع قسط لترخيص الآي بي من الشركة الدنماركية. [بحاجة لمصدر]
في البداية لم تقبل شركة أبوت الدواء بحماس بعد إطلاقه في الولايات المتحدة الأمريكية عام 1998م, و قدمت المزيد من الدراسات السريرية بهدف الحصول على موافقة منظمة الغذاء والدواء لاعتماده علاجاً أحادياً للصرع. مع ذلك وجهت الإدارة العليا في شركة أبوت مرة أخرى بعد أن أدركوا أن الاتفاق الأصلي مع شركة نوفو ستحد من المكاسب المالية للشركة بالموافقة على جعله علاجاً أحادياً. بعد فترة من المشاركة في تعزيز الموافقة، رخصت شركة سيفالون التيجابين من شركة أبوت ونوفو، والآن هو منتج حصري. [بحاجة لمصدر]

## دواعي الاستعمال
اعتمد التيجابين من منظمة الغذاء والدواء الأمريكية كعلاج مساند لنوبة الصرع الجزئية للمرضى الذين أعمارهم 12 سنة فما فوق. يمكن أن يوصف التيجابين خارج نطاق نشرته الداخلية من قبل الأطباء على دراية في مجال العمل لعلاج اضطرابات القلق وآلام الأمراض العصبية( تشمل الفايبروميالغيا ) . يستخدم التيجابين في اضطرابات القلق وآلام الأمراض العصبية بشكل أولي في تسريع العلاجات الأخرى. يستخدم التيجابين لعلاج القلق مع الأدوية المثبطة المخصصة لاسترجاع السيروتونين والأدوية المثبطة لاسترجاع السيروتونين والنورأردينالين أو مع البنزوديازيبين، وفي علاج آلام الأمراض العصبية مع مضادات الاكتئاب و الجابابنتين ومضادات التشنجات أو مع الأفيونات

## علم الأدوية
تيجابين يزيد من مستوى حمض الجاما أمينوبيوتيريك (جابا); الذي يعتبر الناقل العصبي المثبط الأساسي في الجهاز العصبي المركزي, من خلال إغلاق ناقل الجابا، ويحفز تصنيفه كمثبط لاسترجاع الجابا.

## الأعراض الجانبية
الأعراض الجانبية للتيجابين الأكثر انتشارا هي التشويش، صعوبة التكلم بوضوح/ تمتمة، تنويم بسيط، وفي حالات تناول جرعات أكثر من 8 مغم يحدث إحساس بالتنميل (تخدير) في أطراف الجسم، وبشكل جزئي في اليدين والأصابع. من الممكن أن يتسبب التيجابين بنوبات للذين لا يعانون الصرع، خصوصاً إذا كانوا يتناولون دواء آخر يعمل على تقليل عتبة الصرع.
عند أخذ التيجابين بجرعات كبيرة يتسبب في أعراض عصبية كالإرهاق والنوبات( متعددة) و حالة كالصرع، ونوبة أحادية, غيبوبة, تشويش، تهيج, ارتجاف، دوار, خلل التوتر العصبي/ وقفة غير طبيعية, هلوسة. الأعراض الأخرى للجرعات الزائدة من التيجابين تشمل الانخفاض التنفسي, تسارع عضلة القلب، ارتفاع ضغط الدم، انخفاض ضغط الدم. الجرعات الزائدة ممكن أن تكون قاتلة خصوصاً إذا كان الضحية حضر ومعه انخفاض تنفسي شديد و/ أو فشل في الاستجابة للتأثيرات الكلامية والجسدية. الخدمات الطبية الطارئة يجب أن تقدم فوراً في حالات الجرعات الزائدة. [بحاجة لمصدر]

## الترويج خارج نطاق النشرة الغير موافق عليه
بدأ المحاميون العاميون لشركة كونكتيكات وبنسلفانيا التحقيقات في تسريب التيجابين من السوق الصيدلانية الشرعية، بما في ذلك شركة سيفالون«مبيعاتها وممارساتها الترويجية للأدوية التالية; بروفيجيل، آكتيك, جاباتريل».